# Arydikes
Aridikes – starożytny malarz grecki z VII wieku p.n.e., pochodzący z Koryntu. 
Obok Telefenesa z Sykionu był jednym z pierwszych malarzy greckich, który w swoich obrazach dążył nie tylko do zarysowania sylwetki ludzkiej, lecz także do oddania szczegółów (anatomicznych lub odzieży). Jego obrazy zapewne były monochromatyczne i odznaczały się linearyzmem.